# Golden Glades
Golden Glades es un lugar designado por el censo del condado de Miami-Dade, Florida, Estados Unidos. Según el censo de 2020, tiene una población de 32 499 habitantes.
En los Estados Unidos, un lugar designado por el censo (traducción literal de la frase en inglés census-designated place, CDP) es una concentración de población identificada por la Oficina del Censo exclusivamente para fines estadísticos.
En este caso se trata, a todos los efectos prácticos, de un barrio de la ciudad de Miami.

## Geografía
Está ubicado en las coordenadas 25°54′47″N 80°12′2″O / 25.91306, -80.20056. Según la Oficina del Censo de los Estados Unidos, tiene una superficie total de 13.01 km², de los cuales 12.51 km² corresponden a tierra firme y 0.50 km² están cubiertos de agua.

## Demografía

### Censo de 2020
| Raza                   | Núm.   | Porc.  |
| ---------------------- | ------ | ------ |
| Afroamericanos         | 22 644 | 69.68% |
| Blancos                | 3135   | 9.65%  |
| Amerindios             | 140    | 0.43%  |
| Asiáticos              | 538    | 1.66%  |
| Isleños del Pacífico   | 16     | 0.05%  |
| De otras razas         | 1925   | 5.92%  |
| De una mezcla de razas | 4101   | 12.62% |

Del total de la población, el 22.26% son hispanos o latinos de cualquier raza.

### Censo de 2010
Según el censo de 2010, en ese momento había 33 145 personas residiendo en la zona. La densidad de población era de 2524.13 hab./km². El 72.83% de los habitantes eran afroamericanos, el 19.36% eran blancos, el 0.26% eran amerindios, el 1.62% eran asiáticos, el 0.05% eran isleños del Pacífico, el 2.78% eran de otras razas y el 3.09% eran de una mezcla de razas. Del total de la población, el 18.51% eran hispanos o latinos de cualquier raza.